# Riga Maraton
Riga Maraton er et årligt maraton afholdt i Riga, Letland. Hovedsponsoren er Nordea. Det blev etableret i 1991, men har kun været medlem af AIMS siden 2007. Det senest afholdte maraton blev afholdt i august 2021.

## Belønning
Der er en belønning på 10.000 euro til atleter, der bryder rekorden.

## Vindere
| Year                         | Year                         | Year                         | Year                         | Year                         |
| Kategori                     | Mænd                         | Tid                          | Kvinder                      | Tid                          |
| 2008 resultater 18. maj 2008 | 2008 resultater 18. maj 2008 | 2008 resultater 18. maj 2008 | 2008 resultater 18. maj 2008 | 2008 resultater 18. maj 2008 |
| ---------------------------- | ---------------------------- | ---------------------------- | ---------------------------- | ---------------------------- |
| Maraton                      | Sammy Kibet Rotich           | 2:16:42                      | Kaja Vals                    | 3:13:54                      |
| Halvmaraton                  | Pavel Loskutov               | 1:05:52                      | Helen Decker                 | 1:20:00                      |
| 2007 resultater 20. maj 2007 |                              |                              |                              |                              |
| Maraton                      | Johnstone Kipko Changwony    | 2:18:30                      | Ludmila Rodina               | 2:50:07                      |
| Halvmaraton                  | Dainius Saucikovas           | 1:09:17                      | Ilona Marhele                | 1:22:21                      |
| 2006 resultater 3. juni 2006 |                              |                              |                              |                              |
| Maraton                      | Jurij Vinogradov             | 2:41:57                      | Laura Zariņa                 | 3:04:31                      |
| Halvmaraton                  | Viktors Sļesoronoks          | 1:15:20                      | Anita Liepiņa                | 1:33:43                      |
| 2005 resultater 2005         |                              |                              |                              |                              |
| Maraton                      | Vjačeslavs Bambāns           | 2:45:58                      | Kaja Mulla                   | 3:11:09                      |
| Halvmaraton                  | ?                            | ?                            | ?                            | ?                            |
| 2004 resultater 2004         |                              |                              |                              |                              |
| Maraton                      | Dmitrijs Sļesarenoks         | 2:27:09                      | Modesta Drungiliene          | 2:58:29                      |
| Halvmaraton                  | ?                            | ?                            | ?                            | ?                            |
| 2003 resultater 2003         |                              |                              |                              |                              |
| Maraton                      | Arūnas Balčunas              | 2:28:07                      | Aušra Kavalauskiene          | 3:05:26                      |
| Halvmaraton                  | ?                            | ?                            | ?                            | ?                            |
| 2002 resultater 2002         |                              |                              |                              |                              |
| Maraton                      | Arūnas Balčunas              | 2:31:25                      | Anita Liepiņa                | 3:12:16                      |
| Halvmaraton                  | ?                            | ?                            | ?                            | ?                            |
| 2001 resultater 2001         |                              |                              |                              |                              |
| Maraton                      | Z. Zaļkalns                  | 2:27:25                      | Laila Ceika                  | 3:11:45                      |
| Halvmaraton                  | ?                            | ?                            | ?                            | ?                            |
| 2000 resultater 2000         |                              |                              |                              |                              |
| Maraton                      | Z. Zaļkalns                  | 2:30:59                      | Aušra Kavalauskiene          | 3:12:11                      |
| Halvmaraton                  | ?                            | ?                            | ?                            | ?                            |
| 1999 resultater 1999         |                              |                              |                              |                              |
| Maraton                      | Arūnas Balčunas              | 2:37:10                      | Laila Ceika                  | 3:37:21                      |
| Halvmaraton                  | ?                            | ?                            | ?                            | ?                            |
| 1998 resultater 1998         |                              |                              |                              |                              |
| Maraton                      | Z. Zaļkalns                  | 2:33:41                      | Laila Ceika                  | 3:27:49                      |
| Halvmaraton                  | ?                            | ?                            | ?                            | ?                            |
| 1997 resultater 1997         |                              |                              |                              |                              |
| Maraton                      | Normunds Fedotovskis         | 2:33:05                      | Kaja Mulla                   | 3:12:26                      |
| Halvmaraton                  | ?                            | ?                            | ?                            | ?                            |
| 1996 resultater 1996         |                              |                              |                              |                              |
| Maraton                      | Aleksandrs Prokopčuks        | 2:31:46                      | I. Drezina                   | 3:30:42                      |
| Halvmaraton                  | ?                            | ?                            | ?                            | ?                            |
| 1995 resultater 1995         |                              |                              |                              |                              |
| Maraton                      | Z. Zaļkalns                  | 2:32:44                      | G. Bernarde                  | 3:02:11                      |
| Halvmaraton                  | ?                            | ?                            | ?                            | ?                            |
| 1994 resultater 1994         |                              |                              |                              |                              |
| Maraton                      | N. Ivzans                    | 2:43:09                      | Laila Ceika                  | 3:19:56                      |
| Halvmaraton                  | ?                            | ?                            | ?                            | ?                            |
| 1993 resultater 1993         |                              |                              |                              |                              |
| Maraton                      | Aleksandrs Prokopčuks        | 2:26:41                      | S. Tkaca                     | 2:55:07                      |
| Halvmaraton                  | ?                            | ?                            | ?                            | ?                            |
| 1992 resultater 1992         |                              |                              |                              |                              |
| Maraton                      | G. Abdulin                   | 2:21:29                      | O. Judenkova                 | 2:47:28                      |
| Halvmaraton                  | ?                            | ?                            | ?                            | ?                            |
| 1991 resultater 1991         |                              |                              |                              |                              |
| Maraton                      | V. Kalenkovics               | 2:28:27                      | A. Dudajeva                  | 2:43:53                      |
| Halvmaraton                  | ?                            | ?                            | ?                            | ?                            |

## Eksterne links
- Riga Maraton

56°56′52″N 24°06′10″Ø / 56.9478°N 24.1028°Ø